# Norbulingka

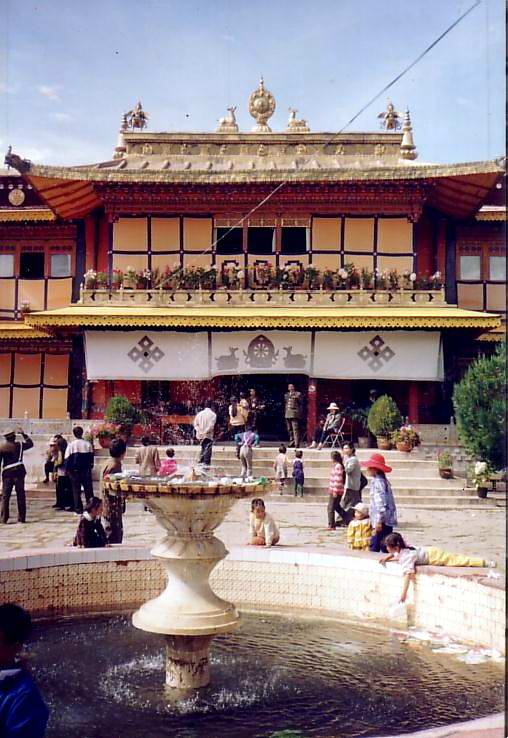
Pałac Norbulingka

Norbulingka (tyb. ནོར་བུ་གླིང་ཀ་; Wylie: Nor-bu-gling-ka, ZWPY: Norbulingka; chiń. upr. 罗布林卡; chiń. trad. 羅布林卡; pinyin Luóbùlínkǎ) – pałac otoczony największym w Tybecie parkiem, znajdujący się kilka kilometrów na zachód od centrum Lhasy. Nazwa tybetańska w dosłownym tłumaczeniu znaczy „Ogród Skarbów”. Budowla, wzniesiona w drugiej połowie XVIII w. przez VII Dalajlamę, służyła jako letnia rezydencja kolejnych Dalajlamów aż do powstania antychińskiego w 1959 roku. Obecny, XIV Dalajlama rozpoczął w 1954 roku budowę Nowego Pałacu, ukończonego w 1956 roku. Budowle ucierpiały znacznie podczas ostrzału przez armię chińską podczas powstania 1959 r. oraz podczas rewolucji kulturalnej. Odbudowę niektórych budynków rozpoczęto dopiero w 2003 roku. Pomimo zniszczeń, zespół Norbulingka został wpisany, wraz z pałacem Potala, na listę światowego dziedzictwa UNESCO.